# Bordertown (Australia)
Bordertown è una città dell'Australia Meridionale (Australia); essa si trova 270 chilometri a sud-est di Adelaide ed è la sede della Municipalità di Tatiara. Al censimento del 2006 contava 2.581 abitanti.